# کولز سوپرمارکت
کولز سوپرمارکت (انگلیسی: Coles Supermarkets) شرکت خرده‌فروشی استرالیایی است، که در سال ۱۹۱۴ تأسیس شد و هم‌اکنون مالک شبکه‌ای از ۱۵۰۰ شعبه می‌باشد.